# Implicazioni della nanotecnologia sulla salute
In nanotecnologia, le conseguenze sulla salute umana sono dovute ai possibili effetti originati dall'uso di dispositivi e materiali nanotecnologici. Dato che la nanotecnologia è un settore emergente, vi è grande disputa in merito a quale grado la nanotecnologia risulterà vantaggiosa o rischiosa per la salute umana. Le implicazioni per la salute nel campo delle nanotecnologie possono ridursi a due aspetti:

   1) il potenziale di innovazione nanotecnologica per ottenere applicazioni mediche che curino malattie e tumori

   2) i rischi potenziali per la salute derivanti dalla esposizione ai nanomateriali

## Nanotossicologia
Le dimensioni estremamente ridotte dei nanomateriali fanno sì che essi vengano assorbiti dal corpo umano molto più prontamente rispetto alle particelle di grandi dimensioni. Come queste nanoparticelle agiscono all'interno del corpo è uno dei problemi che bisogna risolvere. Il comportamento delle nanoparticelle è in funzione della loro dimensione, forma e reattività di superficie con il tessuto circostante.
Esse potrebbero causare un sovraccarico sui fagociti, le cellule che ingeriscono e distruggono le sostanze estranee, perciò provocando reazioni di stress che portano all'infiammazione e all'indebolimento delle difese del corpo contro altri agenti patogeni. A prescindere da ciò che accade se le nanoparticelle, non biodegradabili o lentamente biodegradabili, si accumulano negli organi, un'altra preoccupazione è la loro potenziale interazione con i processi biologici all'interno del corpo: a causa della loro ampia superficie, le nanoparticelle esposte ai tessuti e ai fluidi, immediatamente assorbono sulla loro superficie alcune delle macromolecole che incontrano. Questo può, per esempio, colpire i meccanismi che regolano gli enzimi e altre proteine.
Altre proprietà dei nanomateriali che provocano tossicità sono: la composizione chimica, forma, struttura superficiale, carica superficiale, aggregazione e  solubilità, e la presenza o assenza di gruppi funzionali di altre sostanze chimiche. 
Il gran numero di variabili che influenzano la tossicità rende difficile una generalizzazione sui rischi per la salute associati all'esposizione ai nanomateriali - ogni nuovo nanomateriale deve essere valutato singolarmente e devono essere tenute in conto tutte le sue proprietà.

### California
Nel mese di ottobre del 2008, il Department of Toxic Substances Control (DTSC), della California Environmental Protection Agency  ha annunciato la sua intenzione di richiedere informazioni riguardo ai metodi usati nei test d'analisi, il destino e il trasporto per l'ambiente, e altre informazioni rilevanti da parte dei produttori di nanotubi di carbonio. La DTSC sta esercitando la sua autorità in base al "Codice di Sicurezza e Salute della California" (California Health and Safety Code), capitolo 699, sezioni 57.018-57.020. Queste sezioni furono aggiunte a seguito dell'adozione dell'Assembly Bill AB 289 (2006)  Esse hanno l'intenzione di informare sul destino e il trasporto, il rilevamento e l'analisi, e altre informazioni sulle sostanze chimiche più disponibili. La legge attribuisce la responsabilità di fornire queste informazioni al Dipartimento a coloro che fabbricano o importano sostanze chimiche.
Il 22 gennaio del 2009, una formale lettera di richiesta di informazioni  venne spedita ai fabbricanti   che producono o importano nanotubi di carbonio in California, o a chi li commercia possibilmente all'interno dello Stato. La presente lettera costituisce la prima formale attuazione messa in legge con l'AB 289 da parte delle autorità ed è diretta ai produttori di nanotubi di carbonio, sia dell'industria che del mondo accademico all'interno dello Stato, e ai produttori al di fuori della California che esportano nanotubi di carbonio in California. Questa richiesta di informazioni deve essere evasa dai produttori entro un anno. La DTSC sta aspettando il prossimo 22 gennaio 2010, termine per le risposte come stabilito dalla data di scadenza.
La California Nano Industry Network e DTSC hanno ospitato un simposio per l'intera giornata del 16 novembre 2009 a Sacramento, CA. Questo convegno ha fornito l'opportunità di ascoltare esperti dell'industria nanotecnologica e discutere riguardo alla considerazioni future sulla regolamentazione in California.
La DTSC sta espandendo la Specific Chemical Information Call-in agli elementi composti di ossidi nanometallici.

## Nanomedicina
La nanomedicina è l'applicazione medica della nanotecnologia. Gli approcci alla nanomedicina vanno dalla uso medico dei nanomateriali, ai biosensori nanoelettronici, e anche alle possibili future applicazioni della nanotecnologia molecolare. I problemi attuali della nanomedicina coinvolgono la comprensione delle questioni relative alla tossicità e l'impatto ambientale dei materiali su scala nanometrica.
La ricerca nel campo della nanomedicina è finanziata direttamente dalla National Institutes of Health (U.S.A.). Nel 2005 finanziò un piano quinquennale onde istituire quattro centri di nanomedicina. Nell'aprile del 2006, la rivista Nature Materials valutava che si stavano sviluppando in tutto il mondo 130 farmaci nanotecnologici e sistemi di somministrazione.
La nanomedicina mira a fornire una serie di strumenti di ricerca e apparecchiature cliniche in un prossimo futuro. La National Nanotechnology Initiative prevede nuove applicazioni commerciali nel settore farmaceutico, che possono comprendere sistemi avanzati di somministrazione farmacologica, nuove terapie, e imaging in vivo. Le interfacce neuro-elettroniche e altri sensori basati sulla nanoelettronica sono un altro fattibile obiettivo della ricerca. Andando oltre lungo la linea, il campo speculativo della nanotecnologia molecolare ritiene che le macchine ripara-cellule potrebbero rivoluzionare la medicina e l'intero settore medico.
La nanomedicina è una grande industria, con vendite di nanomedicine che hanno raggiunto i 6,8 miliardi di dollari nel 2004. Con oltre 200 aziende e 38 prodotti in tutto il mondo, la R&D sta investendo ogni anno almeno 3,8 miliardi di dollari sulla nanotecnologia. Poiché l'industria della nanomedicina continua a crescere, si prevede di avere un impatto significativo sull'economia.